# Krajina in reka Miruša
Krajina in reka Miruša (albansko Mirusha / Mirushë; srbsko Мируша / Miruša) je regijski park v osrednjem delu Kosova na vzhodni strani ravnice Dukagjin.
Območje je bilo leta 1975 zaščiteno kot poseben naravni rezervat s površino 19.021,55 ha s sklepom občin Rahovec in Klina.
Zaradi svojih vrednosti dediščine, specifične pokrajine in velike raznolikosti rastlin je bil leta 1982 razglašen za regijski park v peti kategoriji (Zaščitena krajina) po IUCN, s površino 55.580,70 ha, ki se razteza na treh občinah: Klina, Mališeva in Rahovec.
Eno leto kasneje, leta 1983, je bil zaradi hidroloških, geomorfoloških in krajinskih vrednosti tudi vodni tok reke Miruše pod IUCN zaščito v tretji kategoriji (Naravni spomenik). Njegova površina obsega 11.97,29 ha in pripada občinama Rahovec in Klina.

## Lastnosti
Park je najbolj znan po svojem kanjonu, skozi katerega teče reka Miruša, ki ustvarja vrsto kraških jezer in slapov, razporejenih drug za drugim v kaskadah.
Reka Miruša je, zaradi geološke zgradbe, ki jo sestavljajo ultra bazične kamnine in vulkansko-sedimentne formacije (diabaz) jurske dobe ter karbonati iz spodnje in zgornje krede, ustvarila 200 metrov globok kanjon.
Na določenih točkah vzdolž kanjona ležijo majhna jezera, ki jih med seboj povezujejo slapovi, visoki do 21 m. Skupaj je 12 slapov in 16 jezer. Po obliki in velikosti se razlikujejo glede na položaj ter zgradbo in litološko sestavo apnenčastih blokov. Kanjon je pri končnem jezeru najširši, najožji del pa je na območju četrtega jezera, kjer je tudi najgloblji, med klifi, visokimi 200 m.
Redke naravne geološke in geomorfološke značilnosti ustvarjajo tudi zanimive motive za krajino parka, zlasti specifično geološko obliko terena, jame, razpoke in druge skalne pojave, ki nastajajo kot posledica geološke preteklosti, vplivov erozije, vode in drugih eksogenih dejavnikov.
Zaradi blage celinske klime, na katero vpliva bližina Sredozemlja, je nastala zelo bogata flora in favna. Območje regijskega parka je dom številnih endemičnih in stenoendemičnih vrst.

## Lega
Park Miruša je med najlepšimi in najzanimivejšimi območji narave na Kosovu, ki leži v osrednjem delu države, na območju občin Klina, Mališeva in Orahovac.
Park leži na jugu gorovja Gremnik, na obeh straneh reke Miruše, od začetka kanjona do izliva v reko Beli Drim, približno 2 km od vasic Duš, Grapc in Llapqeva ter hriba Duši.
V zahodnem delu parka poteka državna cesta Klina - Gjakova (M9.1). Vzporedno s to cesto je železnica Peč-Prizren. Približno 8 km proti severu poteka državna cesta Priština - Peč. Od glavnega mesta Kosovo - Prištine je oddaljena 65 km.
Najbližje letališče je Mednarodno letališče Priština.

## Geografija
Naravni regijski park Miruša obsega 555,80 hektarja. Nadmorska višina se običajno giblje od 340 metrov do 600 m. Geodiverziteta porečja reke Miruše predstavlja pomembne sestavine dediščine, povezane z geologijo, geomorfologijo in hidrologijo, pomembne za znanost, izobraževanje in tudi za turistično uporabo.

### Geologija
Geološka zgradba kanjona Miruše v glavnem sestavlja mezozojske apnenčaste stene s tendenco padanja v smeri vodnega toka. Razširitev teh kamnin v smeri severozahod - jugovzhod in spuščanje na jugovzhod predstavlja geološko razširitev kamnin.
Kvartarni sedimenti so predstavljeni s humusom, peski, ilovico in meljevcem. Rečne terase doline Miruše so v glavnem zgrajene iz blokov zaobljenega kvarcita, paleozojskega skrilavca, krednega apnenca, peščenjaka, serpentinita, diabaza in gabra. Te rečne terase so pleistocenskega izvora.
Naplavine so pogoste na obeh straneh reke Miruše. Na splošno ni široko razširjena na območju aluvija.
Deluvij je pogostejši v širokem delu regije. Kvartarni sedimenti so v stiku z zgornjim krednim apnencem. Tudi v vzhodnem in zahodnem delu so ti sedimenti v stiku z metasedimentnim pasom. Kvartarno območje predstavljajo jezerske usedline, suhe gline, gramoz, pesek in mulj.
Tudi pliocenski sedimenti se raztezajo na območju parka. Večinoma so v erozijskem stiku z zgornjimi krednimi apnenčastimi klifi. Ti apnenci so masivni in vsebujejo številne sledi polžev in segajo skozi senonsko apnenčasto dno. Tudi v pliocenskih usedlinah je potrjeno več plasti videza premoga.
Spodnja kreda je predstavljena z apnenčasto ploščo različnih barv in je pogostejša v zahodnem delu.
V jugozahodnem območju so se razširile sedimentne vulkanogene serije. Po geološkem zemljevidu obstajata dve razširjeni področji: severno in južno območje. Na severnem območju se širi fliš, konglomeratni pesek in marmorne formacije, medtem ko se na južnem območju širijo skrilava glina, peščenjak in kremen.
Območje ima veliko vrednost kot geološka dediščina in velik potencial za turizem. Najpomembnejše vrednosti dediščine so sam kanjon z jezeri, slapovi, jamami (jama Duši, jama Ponorci, jama Zatriqi, jama Azem Galica, itd.), kraške oblike (ribniki, kraške doline, itd.) kot tudi dekorativni kamni, boksitom, fosili, termalno izvirsko vodo in zelo značilen videz kamnin. Te vrednote so pomembne tako za znanost, izobraževanje kot za turistično uporabo. 

### Jame
V kanjonu Miruša so ustvarjene posebne reliefne oblike: poglobitve, jame, skalne zareze, materialni nanosi, jezera, itd. 
Nekatere najzanimivejše jame sta jami Velika cerkev in Mala cerkev, jama v desetem jezeru, jama v devetem jezeru, ki je razdeljena na dva kanala (levi in desni kanal), jama za devetim jezerom in jama Duši, itd.
Jama Velika cerkev se razteza pri zadnjem jezeru na desni strani rečnega toka. Ta jama je v značilnem reliefu v steni. Jama je bila v svoji geološki preteklosti vir podzemnih voda. Ima 4 m širok in 12 m visok vhod in je dolga 40 m. Na koncu jame je malo stalaktitov in stalagmitov ter kraških stebrov.
Jama Mala cerkev je majhna z dolžino 4 m. Vhod jame je širok 1,4 m, ki se od spodaj zoži. Konec jame je vodoraven in napolnjen z blatom. Od vhoda v Veliko cerkev gre v jugovzhodni smeri kanal, kjer se po 4 m pojavlja apnenčasta skala v različnih oblikah in z vrezninami, skozi katere je možen dostop do jame Mala cerkev.
Jama v desetem jezeru se razteza pod slapom s širino 9 m, dolžino 16 m in globino vode 3 m, odvisno je od nivoja jezera. Vhod v jamo je širok 5 m in visok 3 m. Kraško jamo so ustvarile erozijske sile vode reke Miruše.
Jamo v devetem jezeru sestavljata dva kanala: desni in levi. Vstop v to jamo je mogoč le s prehodom pod vodo devetega jezera. Levi kanal ima vhod ločne oblike s širino 3 m in višino 6 m ter dolžino 43 m. Desni kanal ima ločni vhod širok 6 m in visok 7 m.
Kraške jame - v zgodnji geološki preteklosti so bile te jame podzemni vodni viri v reki Miruši..
Velika jama je ob devetem jezeru. Vstop v jamo dosežemo le s prehodom pod vodo iz kanala Miruše. Jama je še vedno pod vplivom rečne erozije. V celotni dolžini jame (44 m) je dno napolnjeno s 5–6 m vode. Vhod je širok do 9 m, visok pa 5 m. Jama je nastala na koncu doline vasi Duš, ki sega od severa proti jugu proti kanjonu. Do jame je mogoče priti po cesti Duš –Ponorc blizu začetka kanjona.
Jama Duši je najbolj zanimiva in najpomembnejša glede naravnih vrednot v celotnem območju parka. Prehodna dolžina jame je 180 m. Omeniti je treba tudi, da ima jama dva sekundarna kanala po 40 m, tako da je skupna dolžina jame 260 m. Vstop v jamo je precej impresiven s širino 10 m in višino 15 m. V notranjosti jame do 72 metra se v severni smeri razteza kanal s približno 40 m dolžine, v jugovzhodni smeri pa je jama prehodna skozi meandrin kanal do 180 metra. V 180 metru se sekundarni kanal poveže z glavnim kanalom jame, drugi sekundarni kanal gre proti jugozahodu. Tu se jama konča tudi v obliki črke „S“ in ni prehodna. Znotraj jame je šest majhnih jezer, nastalih med erozivno aktivnostjo in slapiči, visoki do 2–5 m. Bogata je s stalaktiti, stalagmiti in stebri različnih oblik in velikosti, v njej živi veliko netopirjev (Veliki podkovnjak (Rhinolophus ferrumequinum), Blasijev podkovnjak Rh. Blasii, pozni netopir Eptesicus serotinus).

### Hidrologija
V parku teče reka Miruša, po kateri je park tudi dobil ime. Zaradi hidrološkega, geomorfološkega in krajinskega pomena je bila ta reka leta 1983 zaščitena v III kategoriji v skladu z IUCN.
Izvir reke Miruše leži na zahodu gora Caraleva. Predstavlja levi pritok reke Beli Drim z dolžino 37 km s povprečno nadmorsko višino 795– 360 m. Povprečni pretok reke Miruše je 1,2 m³ / s, povprečna gladina reke pa 0,65 cm. Porečje ima površino 336,7 km², približno 3,1 % celotne kopenske površine Kosova.
Hidrografsko omrežje reke Miruše je na splošno asimetrično, ne glede na številne suhe potoke in vodotoke desno od reke Miruše, spredaj z leve strani.
Glavne kraki reke Miruše so: Biniqëve, Lugu i Perrockës, Lugu i Malishevës, Stopanica, reka Bubavec in potok Kijevo. Večina potokov, tudi tisti, ki imajo veliko porečje, se vsako leto v sušnem obdobju posuši na spodnjih delih ozemlja.
Večji del območja, ki vključuje park, je zgrajen iz apnenčastih kamnin, ki so porozne, zato domnevajo da obstajajo majhni podzemni tokovi.
Na koncu kanjona za zadnjim jezerom na desni strani v bližini klifov je izvir kraške vode in 30 m stran  tudi izvir vode, ki ima vodo celo leto.

### Jezera in slapovi
Najpomembnejše in najbolj zanimive značilnosti naravnega pojava Miruše so jezera in slapovi. Ti naravni pojavi nastajajo v srednjem in spodnjem toku reke Miruše na dolžini 650 m. Na tem območju je 16 jezer in 12 slapov različnih oblik in velikosti.
Zadnje jezero je po dimenzijah največje in je lahko dostopno vsakemu obiskovalcu. Ima dimenzije 55 x 45 m, globino več kot 5 m s površino 2250 m². Najgloblje jezero je 10. jezero z 9 m globine, najdaljše jezero pa je osmo jezero z dolžino 56 m, širino 18,5 in globino 5-6 m.
Najvišji slap je med osmim in devetim jezerom z višino 21 m, najbolj impresiven slap pa je med 15. in 16. jezerom z višino 8 m.
Glede na obliko in velikost teh jezer jih razdelimo v tri skupine:
- Zgornja jezera 1-8
- Srednja jezera 9–12 in
- Spodnja jezera 13-16

Zgornja jezera so po obliki in velikosti majhna, na začetku z majhno globino 1–3 m, v osmem jezeru pa do 6,5 m. Vode jezer se premikajo iz enega jezera v drugo skozi ožine, pragove in poglobitve, ki so ustvarile slapove različnih višin. Za zgornja jezera je značilen trend poglabljanja zaradi prostega padca vode in erozije, ki jo povzročajo ti padci vode. Širina zgornjega kanjona je majhna od prvega jezera, kjer voda začne ustvarjati slapove in jezera s širino reke 0,50–1 m, ki do zadnjega jezera (osmega) doseže največjo širino 3 m. Druga zanimivost je zvok slapov, ker je ta del kanjona zelo ozek.
Srednja jezera so nastala v kratkem geološkem obdobju, erozija pa je bila zaradi svoje sestave zelo močna in je ustvarila različne oblike. Absolutna višina je približno 13 m od 13. do 8. jezera. Teren je zaradi globine in razpokanih oblik med jezeri zelo neprijeten za obisk. Globine med 9. in 10. slapom znašajo 6–9 m, višina sten oblikovanega slapa med osmim in devetim jezerom pa 21 m, med devetim in desetim jezerom pa 9 m.
Za Spodnja jezera kanjona je značilna različna širina 50–60 m med obema stranema. Naravne lepote spodnjega kanjona Miruše so lažje dostopne obiskovalcem in so znane po velikosti in globini jezer ter po slikovitih slapovih. Največji jezeri v celotnem kanjonu sta 13. in 16. (zadnje) jezero z globino od 5 do 7 m. Po 13. jezeru ima slap tri metre višino z zelo hitrim padcem vode, ki pade v 14. jezero, ki ustvarja 14 metrov visok slap proti 15. jezeru. V 15. jezeru s podobno višino voda pade v 16. jezero, kjer se konča kanjon Miruše. Dimenzije jezer se razlikujejo od prvega do 16., odvisno od količine vode in padavin v porečju Miruše.
Druga značilnost kanjona Miruše je tudi rečna erozija, kjer se med vodnim tokom, odvisno od sestave kamnin, spreminja, raztaplja in nosi erozijski material.

## Biodiversiteta
Območje je zaradi blage celinske klime, na katero vpliva mediteransko območje, precej bogato z vrstami in združenji. Poleg podnebnih prvin je na bogastvo biotske raznovrstnosti na območju parka Miruša vplival tudi slab industrijski razvoj tega območja. Na območju parka živijo številne endemične in stenoendemične vrste.

### Rastlinstvo
Na ozemlju so identificirali 330 vrst vaskularne flore, ne da bi upoštevali vrste mahov in talofitov. Iz talofitov je identificiranih 44 vrst visokih gliv (Macromycete), kjer je na širšem območju Miruše opredeljenih 838 taksonov, zastopanih s 590 vrstami vaskularne flore. Posebnost flore na ozemlju Miruše je prisotnost 14 rastlinskih združenj in 5 od njih je endemičnega značaja, medtem ko je skupno število endemičnih vrst 21. Med njimi vrsta Aristolochia merxmuelleri, ki je steno-endemska vrsta in zaenkrat je ni nikjer drugje po svetu. 
| Primer stenoendemične vrste najdene v parku |
| ------------------------------------------- |
| podraščec Aristolochia merxmuelleri         |
| bodalica Stipa mayeri                       |

| Primeri endemičnih rastlin v parku | Primeri endemičnih rastlin v parku | Primeri endemičnih rastlin v parku         |
| ---------------------------------- | ---------------------------------- | ------------------------------------------ |
| košeničica (Genista hassertiana)   | astra (Aster albanicus)            | čeladnica (Scutellaria orientalis)         |
| glavinec (Centaurea albertii)      | Centaurea kosaninii                | homulica (Sedum serpentini)                |
| forzicija (Forsythia europaea)     | Fumana bonopartei                  | Veronica andrasovskyi                      |
| Halacsya sendtneri                 | grabljišče (Knautia macedonica)    | Armeria rumelica                           |
| Linum elegans                      | grebenuša (Polygala doerfleri)     | Malus florentina                           |
| petoprstnik (Potentilla visianii)  | strašnica (Sanguisorba albanica)   | Doerflerjeva moltkovka (Moltkia doerfleri) |

### Živalstvo
Glede živalstva je to območje zelo bogato s posebnimi vrstami živali, ki so povezane s specifičnimi biotopi in pripadajo endemičnim vrstam. Na območju Miruše prepoznamo naslednje živalske vrste: divjo svinjo (Sus scrofa), jazbec (Meles meles), poljski zajec (Lepus europaeus), prave veverice (Scirius vulgaris), volk (Canis lupus), divja mačka (Felis silvestris), kuna zlatica (Martes martes), pižmovka (Ondatra zibethica), rumenogrla miš (Apodemus flaviocollis), beloprsi jež (Erinaceus concolor L.), želva (Testudo sculpta), modras (Amperati Vipera), itd.
V reki Miruši obstajajo tudi dobre razmere za vrste dvoživk in rib.

## Kulturna dediščina
V samem kanjonu Miruše najdemo jame kot: Velika cerkev, Mala cerkev in jame Duhov.Jame predstavljajo zelo zanimive objekte, ker se domneva, da so se tam med osmansko okupacijo skrivali pravoslavni menihi, zato so ljudje te jame poimenovali Cerkve. V jami Mala cerkev so bili najdeni ostanki fresk, v jami Velika cerkev pa sledove oltarja.
Med temi jamami je najbolj zanimiva in najpomembnejša jama Duhov. Ta jama ima izjemne dimenzije in zanimivo notranjost, ki bi jo morali raziskati zlasti speleologi.
Po zakonu o razvrščanju posebnih zavarovanih območij na Kosovu predstavlja  Cerkev puščavnikove jame tudi zanimiv in pomemben spomenik. Stoji v vasi Uljaricë, občina Klina. Glede na seznam spomenikov kulturne dediščine se imenuje Uluricë jama (14. stoletje).